# Hypercompe uncia
Hypercompe uncia är en fjärilsart som beskrevs av Guen. Hypercompe uncia ingår i släktet Hypercompe och familjen björnspinnare. Inga underarter finns listade i Catalogue of Life.